# Мікейла Блайд
Мікейла Брейк (англ. Michaela Blyde, при народженні Блайд, Blyde)  — новозеландська регбістка, що спеціалізується на регбі-7, дворазова олімпійська чемпіонка, чемпіонка світу та призерка світової першості, чемпіонка та медалістка Iгор Співдружності.
Блайд дебютувала за збірну Нової Зеландії  у віці 17 років на Oceania Women's Sevens Championship.
Вона здійснила найбільше спроб у  Світовій серії з регбі-7 2016-2017 років і була названа найкращою регбісткою світу в форматі сімок 2017 та 2018 років.
.
Золоту олімпійську медаль та звання олімпійської чемпіонки Блайд виборола в складі збірної Нової Зеландії та Токійській олімпіаді 2020 року. На Паризькій олімпіаді 2024 року збірна Нової Зеландії з Блайд у складі повторила цей успіх.
10 грудня 2023 року Блайд стала другою регбісткою, що здійснила 200 спроб.

## Особисте життя
4 січня 2025 Блайд вийшла заміж за олімпійського чемпіона веслувальника  Майкла Брейка

## Досягнення і почесті
- 2017,  дрім-тім на Canada Sevens в Ленгфорді[9]
- 2017, World Rugby Women's Sevens Player of the Year [10]
- 2018, World Rugby Women's Sevens Player of the Year[10]
- 2019, Sydney Sevens performance tracker player of the round[11]
- 2023, член дрім-тім року.